# ExxonMobil
Exxon Mobil Corporation  ili ExxonMobil, je američka multinacionalna naftna i plinska korporacija sa sjedištem u Irvingu, Teksas, Sjedinjene Američke Države. Ona je izravni nasljednik Rockefellerove tvrtke Standard Oil, a formirana je 30. studenog 1999. spajanjem Exxona (negdašnji Standard Oil of New Jersey) i Mobil-a (negdašnji Standard Oil of New York). Ona je povezana s tvrtkom Imperial Oil koja djeluje u Kanadi.
ExxonMobil je najveća svjetska tvrtka po prihodima u godini 2013., postala je najveće javno trgovačko društvo po tržišnoj kapitalizaciji u svijetu.  Tvrtka je rangirana #5 na globalnoj razini u popisu Forbes Global 2000 iz 2013. Rezerve Exxon Mobil-a bile su 72 milijarde ekvivalenatnih barela nafte krajem 2007, u tada (2007) stope proizvodnje, očekuje se da će trajati više od 14 godina.  S 37 rafinerija u 21 zemlji koje čine kombinirani dnevni rafinerijski kapacitet od 6,3 milijuna barela (1.000.000 m3), Exxon Mobil je najveći prerađivač nafte na svijetu,  naslov koji je također bio povezan sa Standard Oil-om od njegovog osnivanja 1870.
ExxonMobil je najveća od svjetskih supermajora s dnevnom proizvodnjom od 3,921 milijuna barela ekvivalente nafte. Godine 2008, to je bilo oko 3% svjetske proizvodnje, što je manje od nekoliko najvećih naftnih tvrtki u državnom vlasništvu. Kada se rangiraju po rezervi nafte i plina ExxonMobil je 14. u svijetu, s manje od 1% ukupnih rezervi.
Članak u The Daily Telegraph 2012. navodi da ExxonMobil je "izrastao u jednu od planetarno najviše omraženih korporacija, u mogućnosti određivati američku vanjsku politiku i sudbinu cijelih naroda". U smislu brige za okoliš, ExxonMobil sve više buši na nalazištima koja su dobili su od raznih diktatura, kao što su one u Čadu i Ekvatorijalnoj Gvineji. Lee Raymond, korporacijski izvršni direktor do 2005, bio je "nevjerojatno skeptičan o klimatskim promjenama, i nije volio uplitanja vlasti na bilo kojoj razini". Tvrtka je široko kritizirana, zbog sporog odgovora na čišćenje štete od izlijevanja nafte na Aljaski 1989. s tankera Valdez. 